# Ilha Bristol

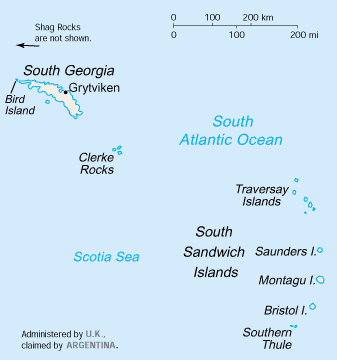
Ilha Bristol.

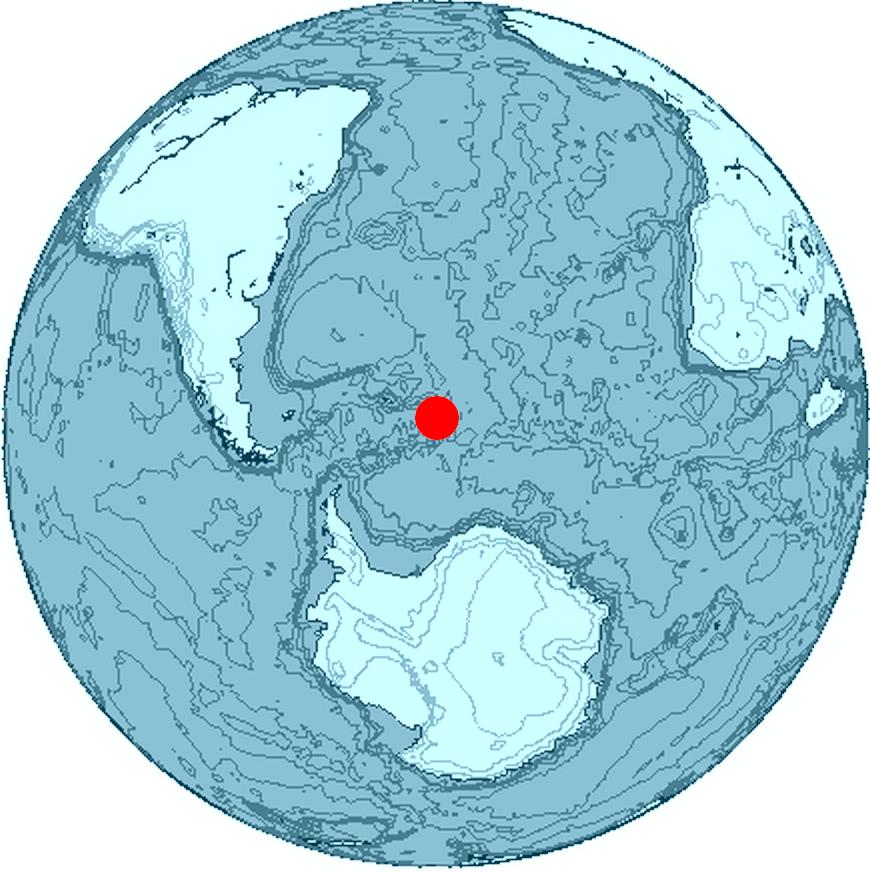
Localização da Ilha Bristol.

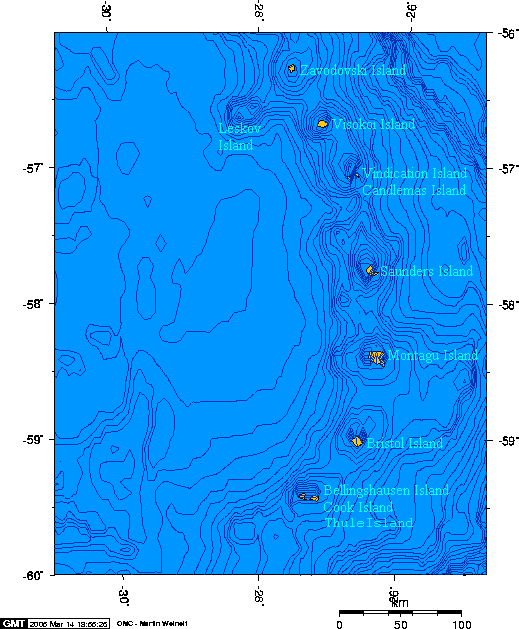
Ilhas Sandwich do Sul.

A Ilha Bristol ou Ilha Branca fica situada a meio caminho entre a ilha Montagu e a ilha Thule, e assim como estas, também pertence às Ilhas Sandwich do Sul. Foi descoberta pela expedição britânica comandada pelo capitão James Cook, em 1775, e seu nome foi dado em homenagem a um oficial da marinha britânica, Augustos Hervey, 3º Conde de Bristol.
A Ilha Bristol é composta de vários vulcões ativos, com várias erupções relatadas nos anos de 1823, 1935, 1936, 1950 e 1956.